# Gais 1979
Fotbollsklubben Gais spelade säsongen 1979 i division II södra. Gais firade 85-årsjubileum, men slutade bara elva i serien efter att under hela säsongen ha hotats av nedflyttning.
I svenska cupen 1979/1980 åkte Gais ut i fjärde omgången.
Mikael Johansson och Sten Pålsson delade på titeln som Gais interna skyttekung med blygsamma fem mål vardera, medan försvararen Mikael Berthagen tilldelades Hedersmakrillen som lagets bästa spelare.

## Inför säsongen

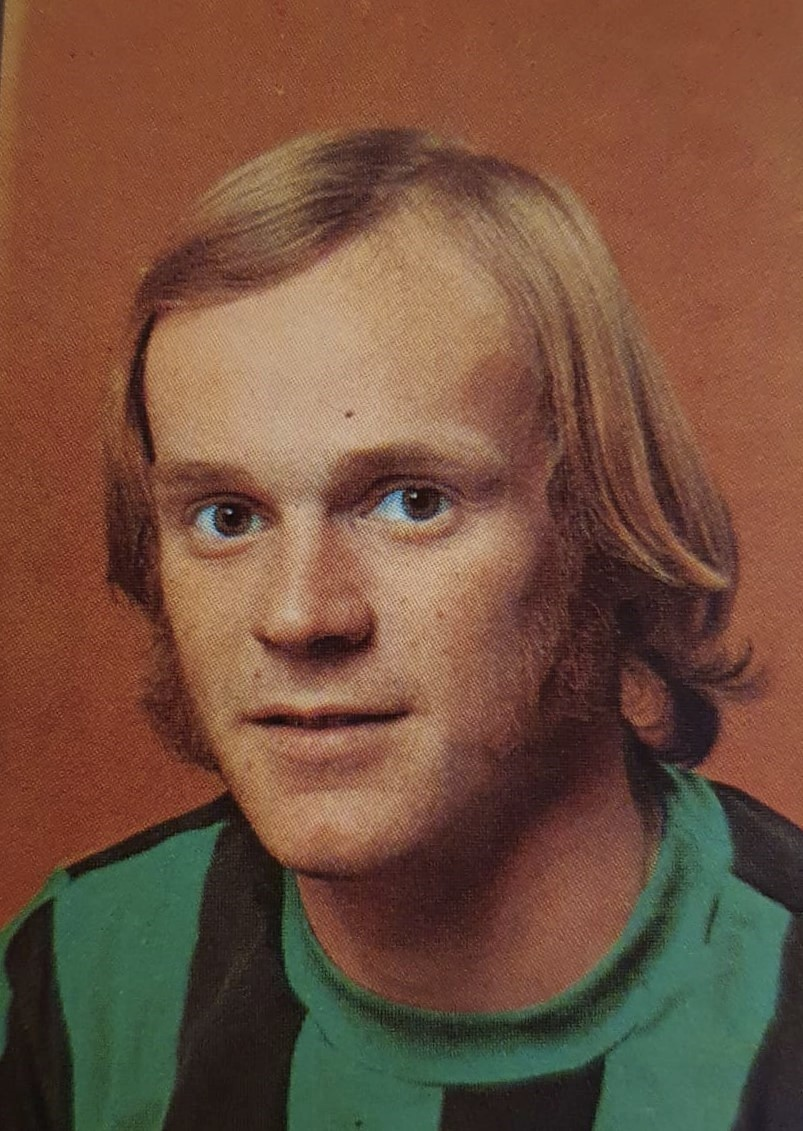
Nils Norlander lämnade Gais efter tolv säsonger i A-laget.

Trots en långtifrån lyckad fjolårssäsong fortsatte tränaren Lars Hedén i Gais, och den usla ekonomin tillät ingen större satsning på nyförvärv. Gais fick tillbaka Martin Augustsson, som varit utlånad till IFK Malmö, och värvade Gunnar Bratt från Kaverös BK, som emellertid aldrig kom att spela för Gais i serien. Fem juniorer flyttades också upp i A-laget, medan fjolårets nyförvärv Torbjörn Isaxon och Peter "Kuno" Johansson försvann från klubben och den gamle trotjänaren Nils Norlander slutade efter 12 säsonger i Gais A-lag. Gais gjorde en bra försäsong, och hade ett skadefritt lag inför seriepremiären.

## Seriespel
Gais inledde säsongen med 0–0 mot IFK Malmö, men åkte sedan på en 1–5-förlust mot IK Sleipner hemma på Ullevi, vilket satte tonen för säsongen. I maj debuterade de egna produkterna Håkan Lindman och Lallo Fernandez i A-laget, men Gais kräftgång fortsatte och när serien vände låg Gais på undre halvan.
Hösten gick ännu sämre, och Gais övertalade för andra året i rad Hasse Johansson att göra comeback. Gais vann höstderbyt mot Örgryte IS med hela 4–1, men med två matcher kvar att spela låg klubben ändå på nedflyttningsplats. I den sista hemmamatchen för säsongen jagade Gais en seger mot Kalmar AIK, och med tre minuter att spela fick Mats Jinefors på ett skott som via en touch på en Kalmarförsvarare gick i mål för 1–0 och seger.

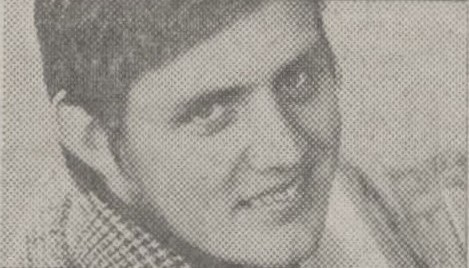
Målvakten Kjell Uppling bröt armen i den viktiga matchen mot Norrby IF, och ersattes av utespelaren Jan Sällström.

Den sista matchen gick på Ryavallen i Borås, mot Norrby IF. Förutsättningarna var att oavgjort räckte för Gais, medan Norrby behövde vinna för att klara sig undan division III. Matchen började dramatiskt, då Gaismålvakten Kjell Uppling bröt armen redan efter sju minuter och Gais tvingades sätta in 21-årige utespelaren Jan Sällström som målvakt. "Sällis" gjorde en stormatch, och Lars Liljeblad frälste Gais med matchens enda mål med ett kanonskott i krysset. Gais vann matchen och räddade sig kvar i division II. Efter säsongen tackade Lasse Hedén för sig som tränare, och ersattes av norrmannen Tom Lilledal.
Även utanför planen blev 1979 ett händelserikt år. En skatterevision visade att Gais under tre år betalat ut svarta pengar till en av lagets nyckelspelare. Pojklagstränaren Stefan Rein anställdes som marknadschef, och klubben bildade ett fristående bolag, Gais Intresse AB, lett av Sternhard Wilson, Bengt Olvenmark, Bo Gullbrandsen och Pelle Lundberg, för att satsa på ungdomsproffs, något som hade varit omöjligt för det närapå konkursmässiga Gais. Bolaget kom att finansiera utbildning av tolv halv- och kvartsproffs i åldrarna 14–17 år. Roger Fridlund blev tränare och Jan Olsson skötte kontakten med Gais samt agerade talangscout. Vid årsmötet invaldes i princip alla inblandade i ungdomsproffssatsningen i Gais representantskap, vilket senare skulle visa sig vara en rejäl nydaning i klubben.

### Tabell
| Nr | Lag                 | S  | V  | O  | F  | GM | IM | MS  | P  |
| -- | ------------------- | -- | -- | -- | -- | -- | -- | --- | -- |
| 1  | Mjällby AIF         | 26 | 16 | 6  | 4  | 59 | 27 | +32 | 38 |
| 2  | Helsingborgs IF     | 26 | 13 | 7  | 6  | 40 | 31 | +9  | 33 |
| 3  | BK Häcken           | 26 | 11 | 10 | 5  | 46 | 27 | +19 | 32 |
| 4  | IFK Hässleholm      | 26 | 11 | 6  | 9  | 42 | 36 | +6  | 28 |
| 5  | Jönköpings Södra IF | 26 | 10 | 8  | 8  | 35 | 30 | +5  | 28 |
| 6  | Grimsås IF (U)      | 26 | 10 | 7  | 9  | 37 | 35 | +2  | 27 |
| 7  | IFK Malmö           | 26 | 9  | 9  | 8  | 26 | 32 | −6  | 27 |
| 8  | IK Sleipner (U)     | 26 | 10 | 6  | 10 | 49 | 44 | +5  | 26 |
| 9  | Örgryte IS          | 26 | 9  | 6  | 11 | 45 | 46 | −1  | 24 |
| 10 | Kalmar AIK (U)      | 26 | 10 | 4  | 12 | 28 | 38 | −10 | 24 |
| 11 | Gais                | 26 | 8  | 7  | 11 | 29 | 37 | −8  | 23 |
| 12 | Norrby IF           | 26 | 7  | 7  | 12 | 33 | 49 | −16 | 21 |
| 13 | BK Derby            | 26 | 6  | 8  | 12 | 39 | 43 | −4  | 20 |
| 14 | Alvesta GIF         | 26 | 3  | 7  | 16 | 32 | 65 | −33 | 13 |

### Seriematcher
| Lag                | Hemma | Borta |
| ------------------ | ----- | ----- |
| Mjällby AIF        | 0–0   | 1–4   |
| Helsingborgs IF    | 1–1   | 1–3   |
| BK Häcken          | 1–2   | 0–0   |
| IFK Hässleholm     | 1–0   | 0–2   |
| Jönköping Södra IF | 0–2   | 1–2   |
| Grimsås IF         | 4–1   | 1–1   |
| IFK Malmö          | 0–0   | 0–0   |
| IF Sleipner        | 1–5   | 1–2   |
| Örgryte IS         | 4–1   | 1–3   |
| Kalmar AIK         | 1–0   | 2–0   |
| Norrby IF          | 1–3   | 1–0   |
| BK Derby           | 0–0   | 2–1   |
| Alvesta GIF        | 1–2   | 3–2   |

### Spelarstatistik
| Lag                | Matcher | Mål |
| ------------------ | ------- | --- |
| Sten Pålsson       | 26      | 5   |
| Kjell Uppling (mv) | 26      |     |
| Osborn Larsson     | 25      |     |
| Kenneth Wessberg   | 24      | 2   |
| Mikael Berthagen   | 24      |     |
| Mikael Johansson   | 23      | 5   |
| Olle Calming       | 22      | 4   |
| Alf Engqvist       | 18      | 3   |
| Håkan Lindman      | 18      | 1   |
| Jan-Olof Edlind    | 18      |     |
| Mats Jinefors      | 17      | 2   |
| Stefan Gustavsson  | 16      | 2   |
| Christian Pestat   | 15      |     |
| Bengt Andersson    | 14      | 1   |
| Jan Sällström      | 10      | 1   |
| Roger Gustavsson   | 7       | 1   |
| Lars Liljeblad     | 6       | 1   |
| Martin Augustsson  | 6       |     |
| Lallo Fernandez    | 4       |     |
| Hans Johansson     | 3       |     |
| Göte Berntsson     | 1       |     |

## Svenska cupen
Gais inledde cupen i tredje omgången borta mot Öckerö IF, som man inför 1 400 åskådare slog med 2–0 efter mål av Olle Calming och Bengt Andersson. I fjärde omgången blev det dock respass borta mot IFK Trelleborg, som vann med 3–1 inför 518 åskådare. Mikael Johansson gjorde Gais mål.